# واچه اومر-شات
واچه اومر-شات (ارمنی: Վաչե Ումր-Շատ؛  زادهٔ ۱۳ مارس ۱۹۲۲ - ۱ آوریل ۱۹۹۸) نوازنده پیانو و آموزگار موسیقی اهل ارمنستان بود.

## زندگی‌نامه
وی در ۱۳ مارس ۱۹۲۲ در تفلیس به دنیا آمد و از کنسرواتوار دولتی تفلیس (۱۹۴۸) فارغ‌التحصیل گشت. وی در کالج دولتی موسیقی رومانوس ملیکیان و کنسرواتوار دولتی کومیتاس ایروان فعالیت می‌کرد. همچنین برندهٔ جوایزی همچون آموزگار شایسته ارمنستان شوروی (۱۹۶۲) شده است. وی در ۱ آوریل ۱۹۹۸ در سن ۷۶ سالگی در ایروان درگذشت و در آرامستان مرکزی ایروان (توخماخ) به خاک سپرده شد.

## یادداشت
1. ↑  Թբիլիսիի Վանո Սարաջիշվիլիի անվան պետական կոնսերվատորիա